# Amfreville (Calvados)
Amfreville ist eine französische Gemeinde mit 1.373 Einwohnern (Stand: 1. Januar 2022) im Département Calvados in der Region Normandie. Sie gehört zum Arrondissement Lisieux und zum Kanton Cabourg. Die Einwohner werden als Amfrevillais oder Amfrevillaises bezeichnet. Derzeitiger Bürgermeister ist Xavier Madelaine, der im Jahr 2020 gewählt wurde. Seine Amtszeit beträgt sechs Jahre.

## Geografie
Amfreville liegt an der Orne, rund 25 Kilometer von Caen entfernt. Umgeben wird Amfreville von Sallenelles im Norden, Gonneville-en-Auge im Nordosten, Petiville im Osten, Bréville-les-Monts im Südosten, Ranville im Süden, Bénouville im Südwesten, Saint-Aubin-d’Arquenay im Westen sowie Ouistreham in nordwestlicher Richtung.

## Bevölkerungsentwicklung
| Jahr                              | 1793 | 1831 | 1876 | 1926 | 1946 | 1968 | 1990 | 2008 | 2019 |
| Einwohner                         | 700  | 564  | 460  | 350  | 386  | 444  | 905  | 1188 | 1356 |
| Quellen: Cassini, EHESS und INSEE |      |      |      |      |      |      |      |      |      |

## Sehenswürdigkeiten

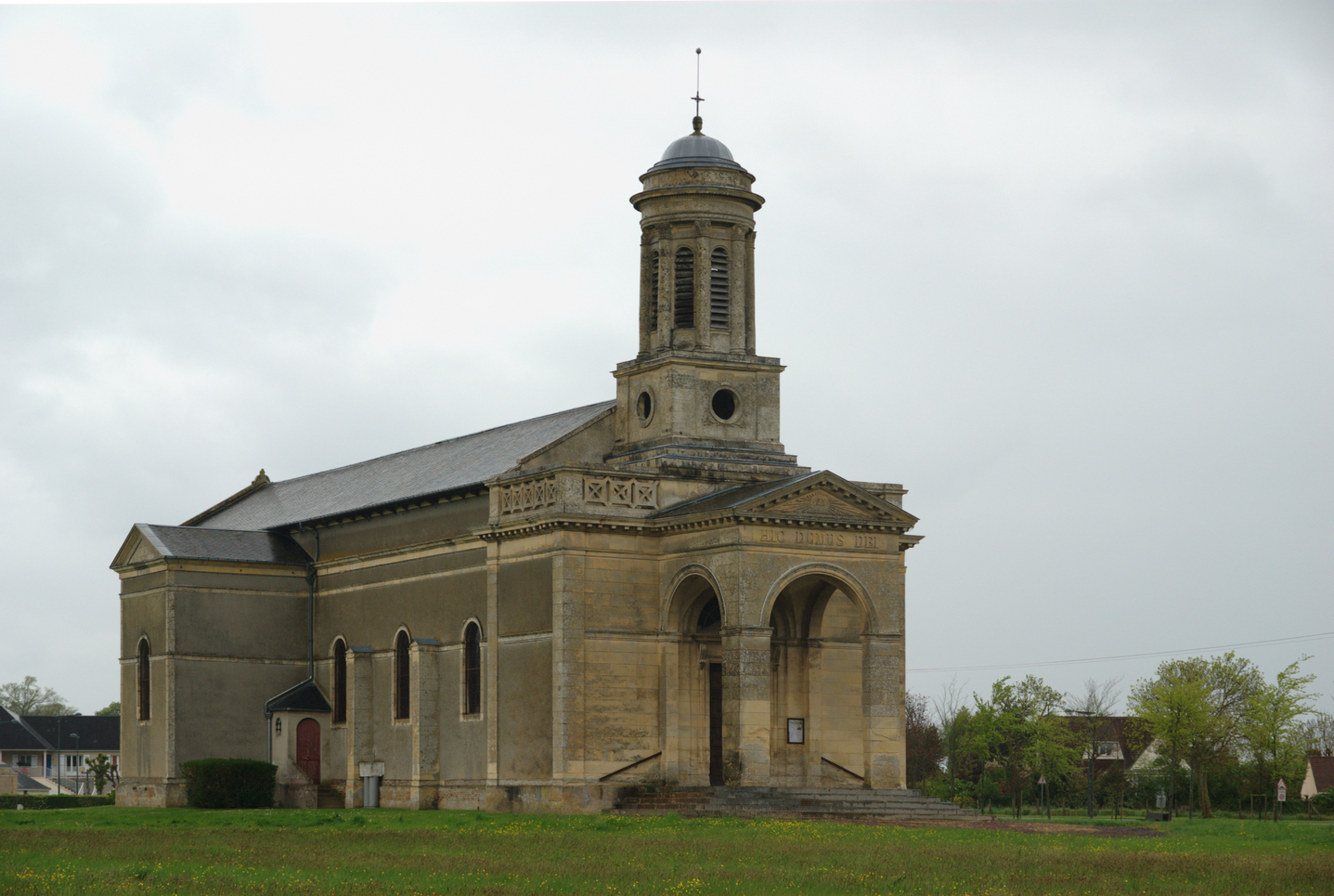
Kirche Saint-Martin

- Platz Le Plain, eine bepflanzte Grünfläche mit der Gemeindekirche Saint-Martin im Zentrum, registriert als Zone naturelle d’intérêt écologique, faunistique et floristique („Naturgebiet von ökologischem Interesse, Flora und Fauna“)
- Kirche Saint-Martin